# Lenguas de Arabia Saudita

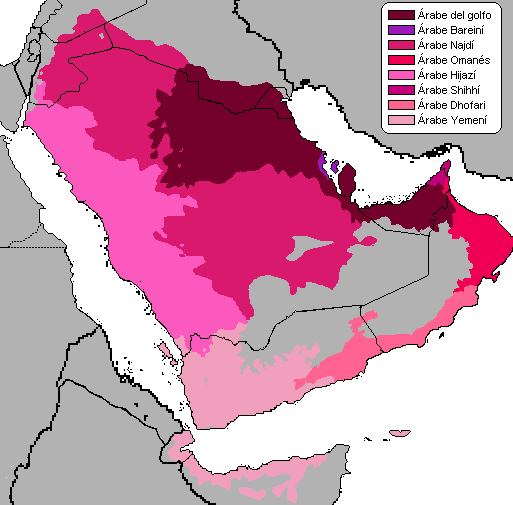
Variantes del idioma árabe en la península arábiga.

El idioma oficial de Arabia Saudita es el idioma árabe. Las tres principales variantes regionales habladas por los sauditas son árabe hiyazí (aproximadamente 6 millones de hablantes)), árabe najdí (aproximadamente 8 millones de hablantes), y árabe del Golfo (aproximadamente 0,2 millones de hablantes). Lenguaje de Señas Saudita es el idioma principal de la comunidad sorda. 
Las grandes comunidades de expatriados también hablan sus propios idiomas, los más numerosos son:
- Tagalo (700.000)
- Rohinyá (400.000)
- Urdu (380.000)
- Árabe egipcio (300.000).[4]